# Asyneuma pulvinatum
Asyneuma pulvinatum är en klockväxtart som beskrevs av Peter Hadland Davis. Asyneuma pulvinatum ingår i släktet Asyneuma och familjen klockväxter. Inga underarter finns listade i Catalogue of Life.